# Миролюбовка (Донецкая область)
Миролюбовка (укр. Миролюбівка) — село на Украине, находится в Покровском районе Донецкой области.
Код КОАТУУ — 1422783001. Население по переписи 2001 года составляет 597 человек. Почтовый индекс — 85344. Телефонный код — 623.
Уничтожено российско-украинской войной.
Российские войска оккупировали территорию.

## История
В 1945 г. Указом Президиума ВС УССР село Карловка переименовано в Миролюбовку

## Местный совет
85344, Донецкая область, Покровский р-н, с. Миролюбовка, ул. Ленина, тел. 5-37-3-42